# Ucrânia no Festival Eurovisão da Canção 2014

A canção Tick-Tock (em português: Tic-Tac) é uma canção que vai ser levada pelo país Ucraniano para o Festival Eurovisão da Canção 2014 pela interprete Mariya Yaremchuk.

## Final Nacional
| Ordem | Artista             | Música                     | Compositor(s)                                                                     | SMS   | SMS | Juri | Total | Lugar |
| ----- | ------------------- | -------------------------- | --------------------------------------------------------------------------------- | ----- | --- | ---- | ----- | ----- |
| 1     | Anna-Maria          | "5 Stars Hotel"            | Eduard Pristupa, Sergey Ozeryanskiy                                               | 136   | 1   | 3    | 4     | 16    |
| 2     | Roman Polonsky      | "Wanted Dead Or Alive"     | Roman Polonsky, Sergey Dubenko                                                    | 73    | 1   | 5    | 6     | 12    |
| 3     | Uli Rud             | "Tsvetok"                  | Misha Klimenko, Kseniya Shevchenko                                                | 76    | 1   | 1    | 2     | 20    |
| 4     | Marietta            | "It's My Life"             | Dmitriy Sidorov, Natali Dali                                                      | 107   | 1   | 4    | 5     | 14    |
| 5     | Stas Shurins        | "Why"                      | Stas Shurins                                                                      | 194   | 4   | 5    | 9     | 10    |
| 6     | Anatoly Shparev     | "Waiting For You"          | A. Osadchuk                                                                       | 124   | 1   | 7    | 8     | 11    |
| 7     | Nataliya Valevska   | "Love Makes You Beautiful" | Linda Persson, Ylva Persson                                                       | 1,050 | 9   | 5    | 14    | 5     |
| 8     | Lissa Wassabi       | "No Fear"                  | Elizaveta Zhikhareva                                                              | 170   | 2   | 1    | 3     | 18    |
| 9     | Volodimir Tkachenko | "Byti tam de ti"           | Volodimir Tkachenko, Irini Pirig                                                  | 368   | 5   | 11   | 16    | 3     |
| 10    | Shanis              | "Moya dusha"               | Elaydzha                                                                          | 47    | 1   | 9    | 10    | 9     |
| 11    | Viktoria Petryk     | "Love Is Lord"             | Giga Kukhianidze, B. Kadagidze                                                    | 476   | 7   | 10   | 17    | 2     |
| 12    | Evgeny Litvinkovich | "Strelyanaya ptitsa"       | Evgeny Litvinkovich                                                               | 1,090 | 10  | 2    | 12    | 8     |
| 13    | neAngely            | "Courageous"               | Alexander Bard, Andreas Öhrn, Christian Wahlberg, Per Ljungqvist, Henrik Wikström | 800   | 8   | 6    | 14    | 5     |
| 14    | Illaria             | "I'm Alive"                | Katerina Prishchepa                                                               | 420   | 6   | 8    | 14    | 5     |
| 15    | Tatiana Shirko      | "Let Go"                   | Yuliya Slobodyan, Evgeniy Matyushenko                                             | 171   | 3   | 3    | 6     | 12    |
| 16    | Tania BerQ          | "Believe Me"               | Boris Tarshis                                                                     | 41    | 1   | 3    | 4     | 16    |
| 17    | Mariya Yaremchuk    | "Tick-Tock"                | Mariya Yaremchuk                                                                  | 3,478 | 12  | 12   | 24    | 1     |
| 18    | Viktor Romanchenko  | "Na krayu propasti"        | Vladimir Dushevniy, Viktor Romanchenko                                            | 1,170 | 11  | 5    | 16    | 3     |
| 19    | Anna Hodorovska     | "Yesli yest lyubov"        | Ruslan Kvinta, Vitaliy Kurovskiy                                                  | 99    | 1   | 2    | 3     | 18    |
| 20    | Denis Lyubimov      | "Love"                     | Denis Lyubimov                                                                    | 120   | 1   | 4    | 5     | 14    |